# Cornelis Willem Bruinvis
Cornelis Willem Bruinvis (Alkmaar, 26 juni 1829 – aldaar, 4 april 1922) was een Nederlands apotheker, auteur, tekenaar, geschiedkundige, archivaris en politicus. Hij werd geboren als zoon van Cornelis Pieter Bruinvis, apotheker van ‘’t Hert’ op de Langestraat, en Alida de Lange, dochter van een notaris. Hij was de derde van in totaal acht kinderen. Vader was doopsgezind en op zijn 18e trad Bruinvis ook tot die gemeente toe.
Van huis uit kreeg hij ook interesse voor geschiedenis mee. Als 12-jarige jongen tekende hij al enkele gebouwen in de stad. Tekenles volgde hij bij de toen bekende Alkmaarse schilder Pieter Plas (1810-1853), die vijf jaar lang zijn leraar was.
Na zijn schooltijd ging Bruinvis werken in het notariskantoor van zijn oom S.A. de Lange. Bouwkunde interesseerde hem echter meer. In 1846 kreeg hij een aanstelling als bouwkundig tekenaar.
Vader Bruinvis blesseerde kort daarna zijn rechterhand waardoor Cornelis moest bijspringen in de apotheek. Uit plichtsbesef schreef hij zich vervolgens in aan de geneeskundige school in Alkmaar. Een van zijn leraren was Hendrik Toussaint, de vader van schrijfster Truitje Bosboom-Toussaint. Maar echt gemotiveerd was hij niet. Nog voor hij afstudeerde probeerde hij in 1853 eigenaar te worden van de Alkmaarsche Courant. Dit lukte niet, maar de nieuwe eigenaar had een redacteur nodig en zag in Bruinvis de juiste persoon.

## Alkmaarsche Courant
In 1852 ontmoette Bruinvis Alida Schreuder, de dochter van een apotheker. In 1854 verloofden zij zich heimelijk omdat vader Schreuder niet akkoord zou gaan zolang Bruinvis geen diploma had. Dit spoorde hem wel aan om af te studeren. Hij wilde zich alleen niet vestigen als apotheker vanwege concurrentie met zijn vader. Van het redacteurschap alleen kon hij echter niet leven dus deed hij ander werk zoals het inventariseren van de archieven van Schagen en de Schagerpolder en het maken van ontwerptekeningen voor de Doopsgezinde kerk in Broek op Langedijk en de kosterswoning bij de Doopsgezinde kerk van Alkmaar. Vervolgens zette Bruinvis in 1857 een steendrukkerij op die hij twee jaar later weer verkocht.
Hij kon in 1859 de apotheek van zijn aanstaande schoonvader overnemen, waarna het huwelijk met Alida kort daarna voltrokken werd. Zijn werk als redacteur zette hij voort en hij werd docent pharmacie aan de geneeskundige school in Alkmaar. Na 15 jaar als apotheker stopte Bruinvis er in 1874 mee en breidde zijn redacteurswerk voor de Alkmaarsche Courant uit.

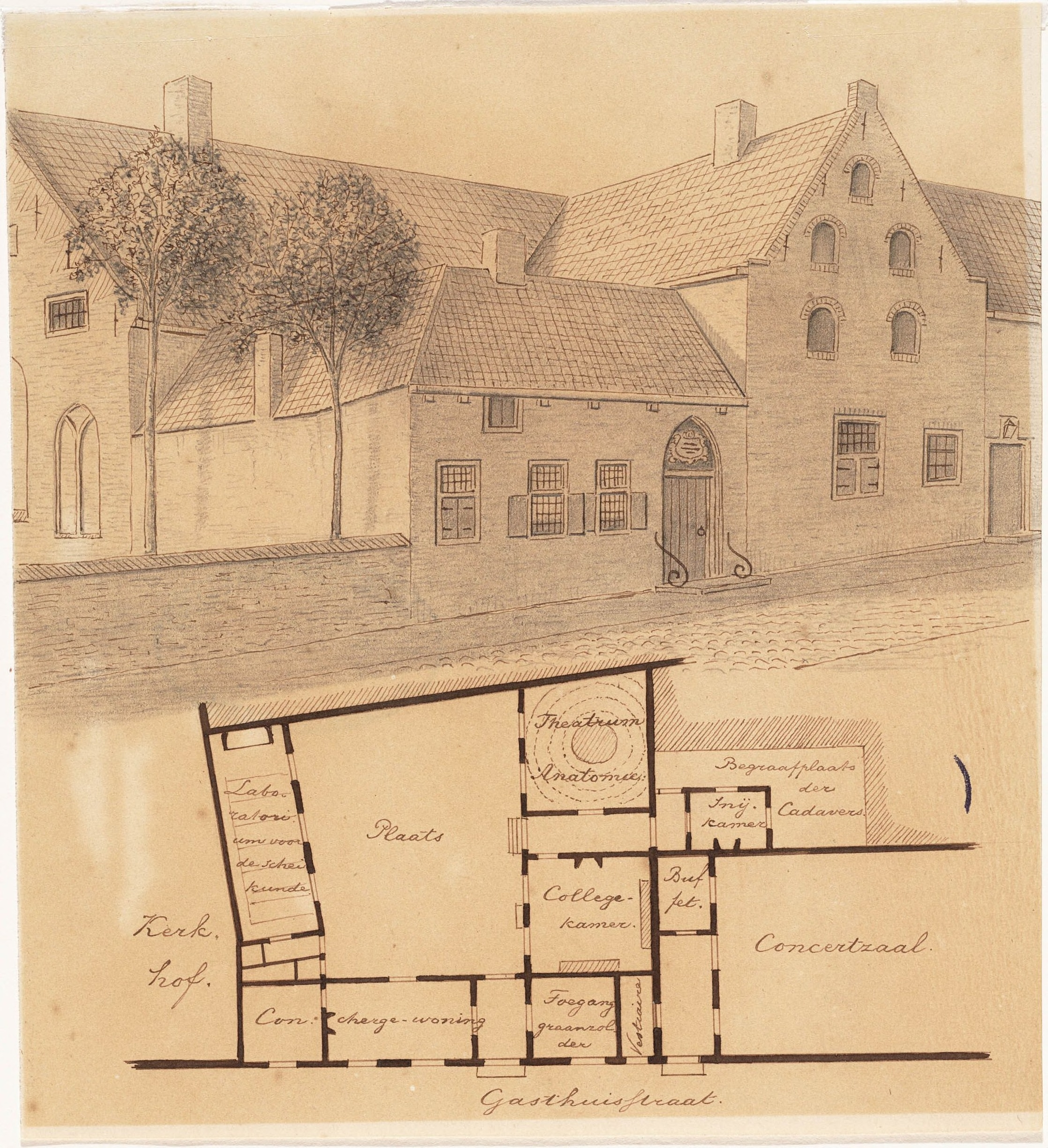
Een tekening van de geneeskundige school in Alkmaar van de hand van Cornelis Bruinvis.Tekening uit 1874 naar de situatie van 1850

## Maatschappelijke verdiensten
Naast het werk als apotheker, redacteur en docent, nam Bruinvis ook deel aan een keur van maatschappelijke nevenactiviteiten, onder andere regentschappen in het Burgerweeshuis en het Wildemanshof en tal van lidmaatschappen waaronder onderwijscommissies. Uit dit rijtje blijkt zijn liefde voor kinderen, die misschien wel door zijn kinderloze huwelijk werd versterkt.

## Gemeentepolitiek
Als redacteur had Bruinvis veel aan zijn diverse lidmaatschappen en zijn familieachtergrond. Hij was tevens goed bevriend met het Alkmaarse liberale Tweede Kamerlid Van der Kaay die jarenlang bijdragen schreef in de Alkmaarsche Courant. Bruinvis was zelf ook politiek actief. In 1874 werd hij als liberaal gekozen in de gemeenteraad. Hij verwierf een gezaghebbende positie die hem in 1887 uiteindelijk het ambt van wethouder voor financiën opleverde.

## Inzet voor stadsbehoud
Niet alleen politieke zaken bracht Bruinvis als redacteur onder de aandacht, ook cultuurhistorische artikelen werden geplaatst. Vooral voor het behoud van stedelijke monumenten zette Bruinvis zich in. De interesse hiervoor was zoals gezegd al te zien op 12-jarige leeftijd toen hij een tekening van een voormalige bierbrouwerij maakte. Naast deze tekening zijn er nog circa 60 andere tekeningen van hem bewaard gebleven. Het is geen toeval dat op het merendeel van die tekeningen een gebouw staat afgebeeld dat kort daarna is afgebroken. Op deze manier wilde Bruinvis het uiterlijk voor het nageslacht bewaren. In die tijd waren veel historische panden vervallen en vielen ten prooi aan de slopershamer. Het Koning Willemshuis (gedeeltelijk in 1857), de Kennemerpoort (in 1867) en de Boompoort (in 1876) zijn hier enkele voorbeelden van.
Het Hof van Sonoy is indertijd gered dankzij de inzet van Bruinvis. Hij motiveerde zijn ijver als volgt: ‘Er is reeds zooveel verloren gegaan, dat wij niets meer kunnen missen. Een ander belang mogen wij evenmin uit het oog verliezen: het bewaren van goede voorbeelden van bouwstijl tegenover de talrijke bewijzen van wansmaak…’.

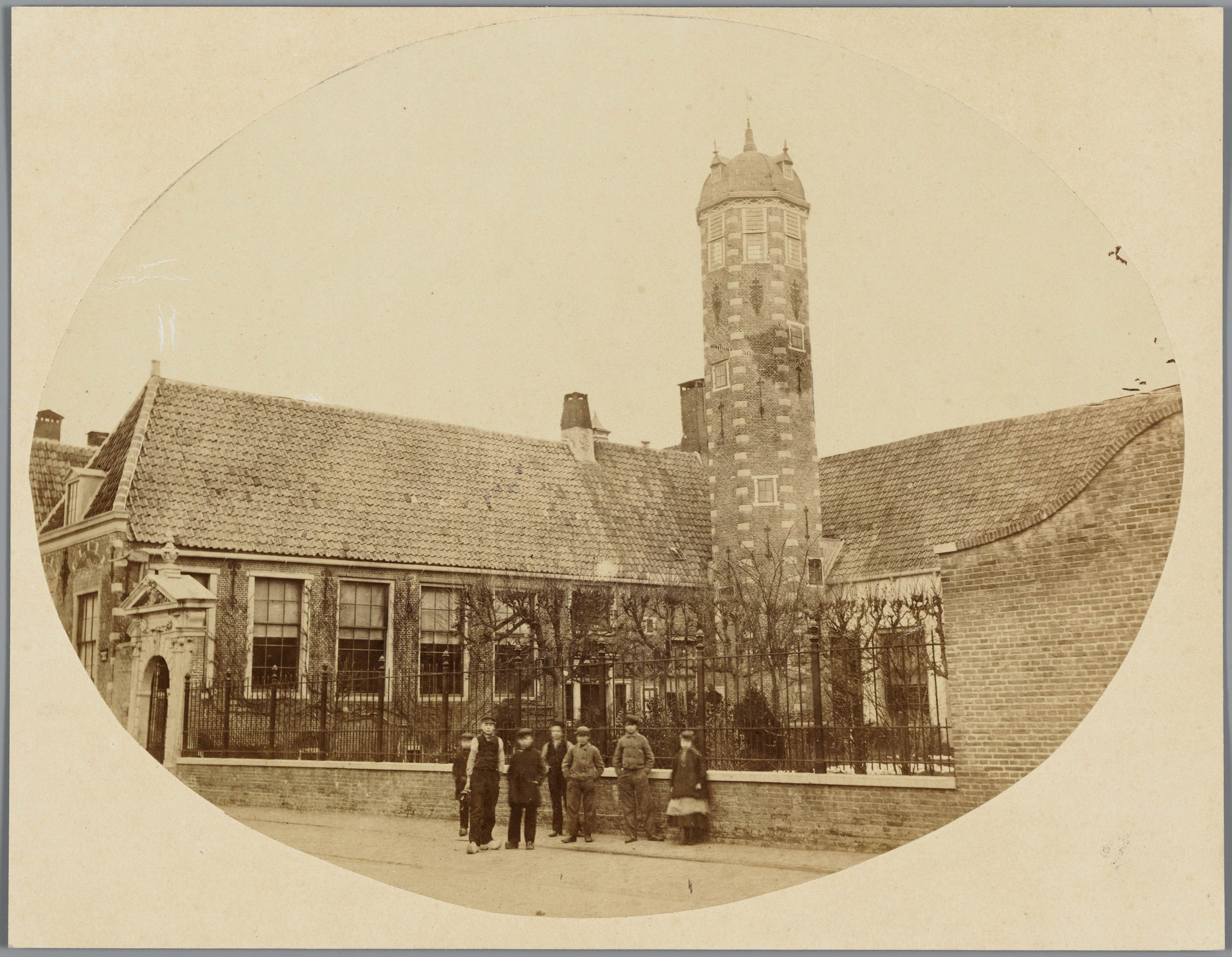
Hof van Sonoy in 1865.

## Stedelijk Museum
In diezelfde periode werd er een stedelijk museum opgericht dat in 1875 haar deuren opende achter het stadhuis in de Breedstraat. De drijvende kracht achter de stichting was Bruinvis die als lid van de gemeenteraad ook werd benoemd tot voorzitter van de Commissie van Toezicht.
De oprichting van een museum viel samen met het groeiende historisch besef in de stad. In 1861 werd namelijk, met het oog op het aanstaande derde eeuwfeest van het Alkmaars ontzet in 1873, ook de Ontzetvereniging opgericht. Bruinvis was hier vanaf het begin ook bij betrokken en werd uiteindelijk voorzitter in 1877.
Bruinvis voelde zich nauw betrokken bij het museum. In 1885 schonk hij samen met zijn vader een belangrijke en uitgebreide prentenverzameling van 1100 prenten, tekeningen en foto’s van Alkmaar en omgeving. Ook een groot aantal boeken is van hem afkomstig.

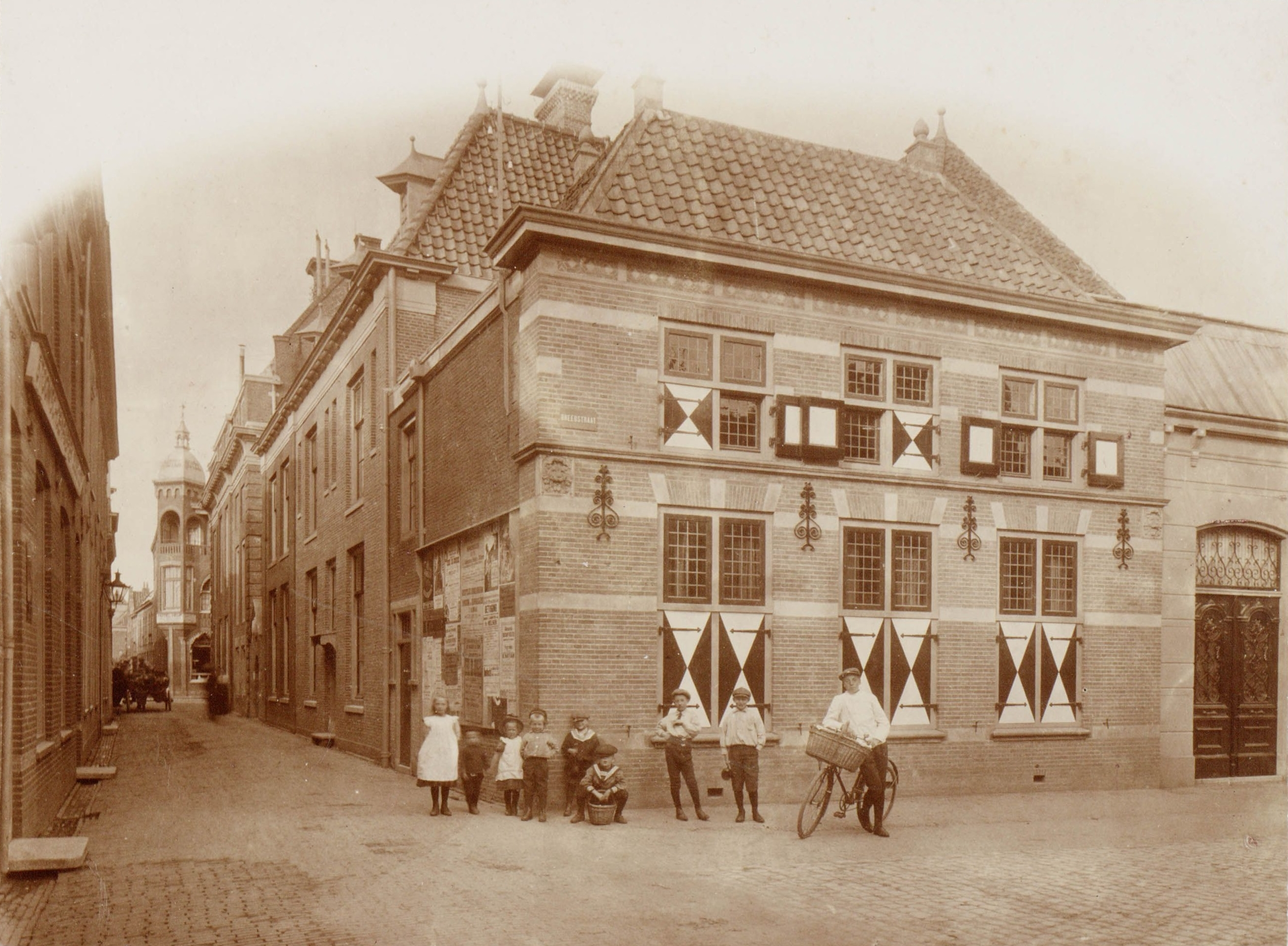
Het Stedelijk Museum Alkmaar aan de Breedstraat rond 1920

## Gemeentearchivaris
Na het wethouderschap kon Bruinvis zijn interesse voor geschiedenis weer oppakken. In plaats van rustiger aan te gaan doen, bood Bruinvis in 1900 - op 70-jarige leeftijd - aan om onbetaald gemeentearchivaris te worden. Hij wilde graag de bestaande onvolledige archiefbeschrijvingen voltooien en vanwege het vele werk vroeg hij om ondersteuning van een adjunct-archivaris. Dit werd H.E. van Gelder. De gemeente was bereid een loon te betalen van 300 gulden. Omdat Bruinvis dat te weinig vond, gaf hij uit eigen zak nog een toelage van 100%.
In 1903 presenteerden zij een verbeterde 185 pagina’s tellende inventaris. Daarnaast schreef Bruinvis nog 300 artikelen over (voornamelijk Alkmaarse) historische onderwerpen. In die jaren wist hij, volgens ingewijden, zijn weg in de grote collectie moeiteloos te vinden.

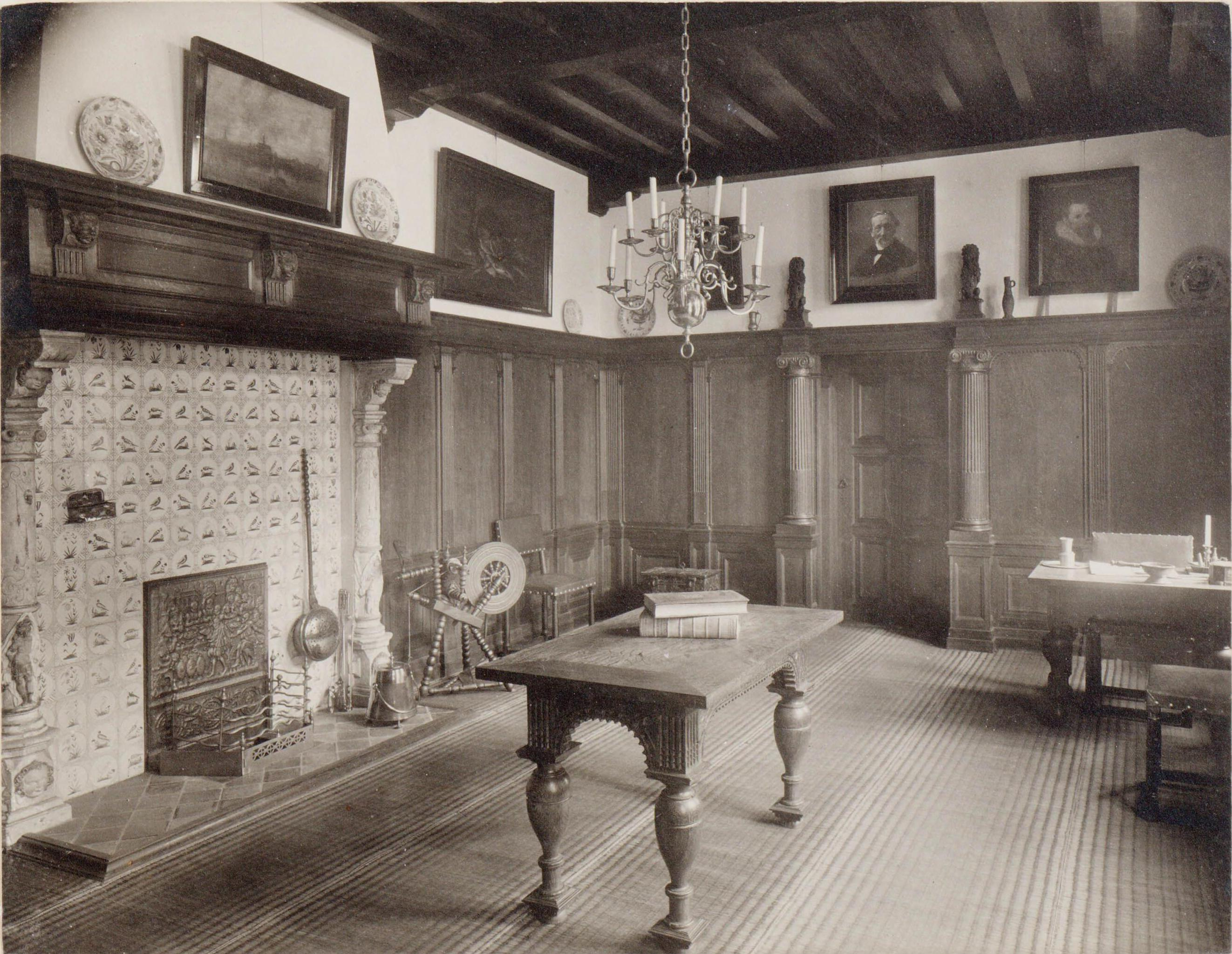
Bruinviskamer in het Stedelijk Museum aan de Breedstraat

## Overlijden
In februari 1916 overleed zijn geliefde vrouw. En datzelfde jaar kreeg Bruinvis een beroerte. Hierdoor moest hij zijn functie neerleggen. Door reumatische pijn in zijn voet raakte hij slecht ter been. Door middel van een rijtuig kon hij zich echter op de hoogte blijven houden van de veranderingen en nieuwbouw in zijn stad.
Op 4 april 1922 overleed Cornelis Willem Bruinvis op 92-jarige leeftijd. Hij liet al zijn bezittingen na aan de gemeente ten behoeve van het stedelijk museum en de archivaris-bibliothecaris-conservator. Ook liet hij het Wildemanshofje, de doopsgezinde gemeente en de Prins Hendrikstichting in Egmond aan Zee financieel iets na.
Bruinvis heeft een belangrijk aandeel geleverd aan de Alkmaarse geschiedschrijving. Hij is voor het archief (huidige Regionaal Archief Alkmaar) en het Stedelijk Museum Alkmaar van grote waarde geweest. Bij zijn 80e verjaardag in 1909 werd hij gehuldigd met een voor hem speciaal betimmerde en gemeubileerde kamer in het museum (de Bruinviskamer).
In 1968 scheidden de wegen van het museum en het archief. Zij werden twee aparte instellingen en vestigden zich op twee verschillende locaties. De gezamenlijke collectie werd opgedeeld.

## Biografie in jaartallen
Werk:
- 1854-1883 Redacteur Alkmaarsche Courant.
- 1856 Inventarisatie archieven van Schagen en de Schagerpolder
- 1856 Ontwerper Doopsgezinde kerk Broek op Langedijk en Doopsgezinde kosterswoning Alkmaar
- 1857-1859 Steendrukker
- 1859-1874 Apotheker
- 1859-1865 Docent pharmacie aan de geneeskundige school in Alkmaar
- 1887-1899 Wethouder Financiën
- 1900-1917 Gemeentearchivaris

Nevenactiviteiten:
- 1859-1870 Buurtmeester
- 1860-1866 Lid commissie van de stadstekenschool
- 1862-1864 Lid commissie Openbare Scholen
- 1869-1874 Lid plaatselijke Schoolcommissie
- 1874- ? Voorzitter plaatselijke Schoolcommissie.
- 1857- ? Lid letterkundig genootschap ‘Physica’
- 1872-1876 Voorzitter commissie Historische Optochten Ontzetvereniging
- 1874- ? Voorzitter van de commissie van toezicht op het Stedelijk Museum
- 1874-1887 Gemeenteraadslid
- 1877-1884 Voorzitter Ontzetvereniging
- 1881-1896 Diaken (secretaris van de kerkeraad) in de Doopsgezinde Gemeente
- 1890-1896 Bestuurslid van de Algemene Doopsgezinde Societeit.
- Regent Burgerweeshuis
- Regent Provenhuis van Wildeman